# Euxoa brevipennis
Euxoa brevipennis là một loài bướm đêm thuộc họ Noctuidae. Ở Canada, nó được tìm thấy ở British Columbia, Alberta và Saskatchewan. Ở Hoa Kỳ, Nó được ghi nhận từ Utah, Colorado và California.
Sải cánh dài khoảng 33 mm.